# Sutras Mahayana

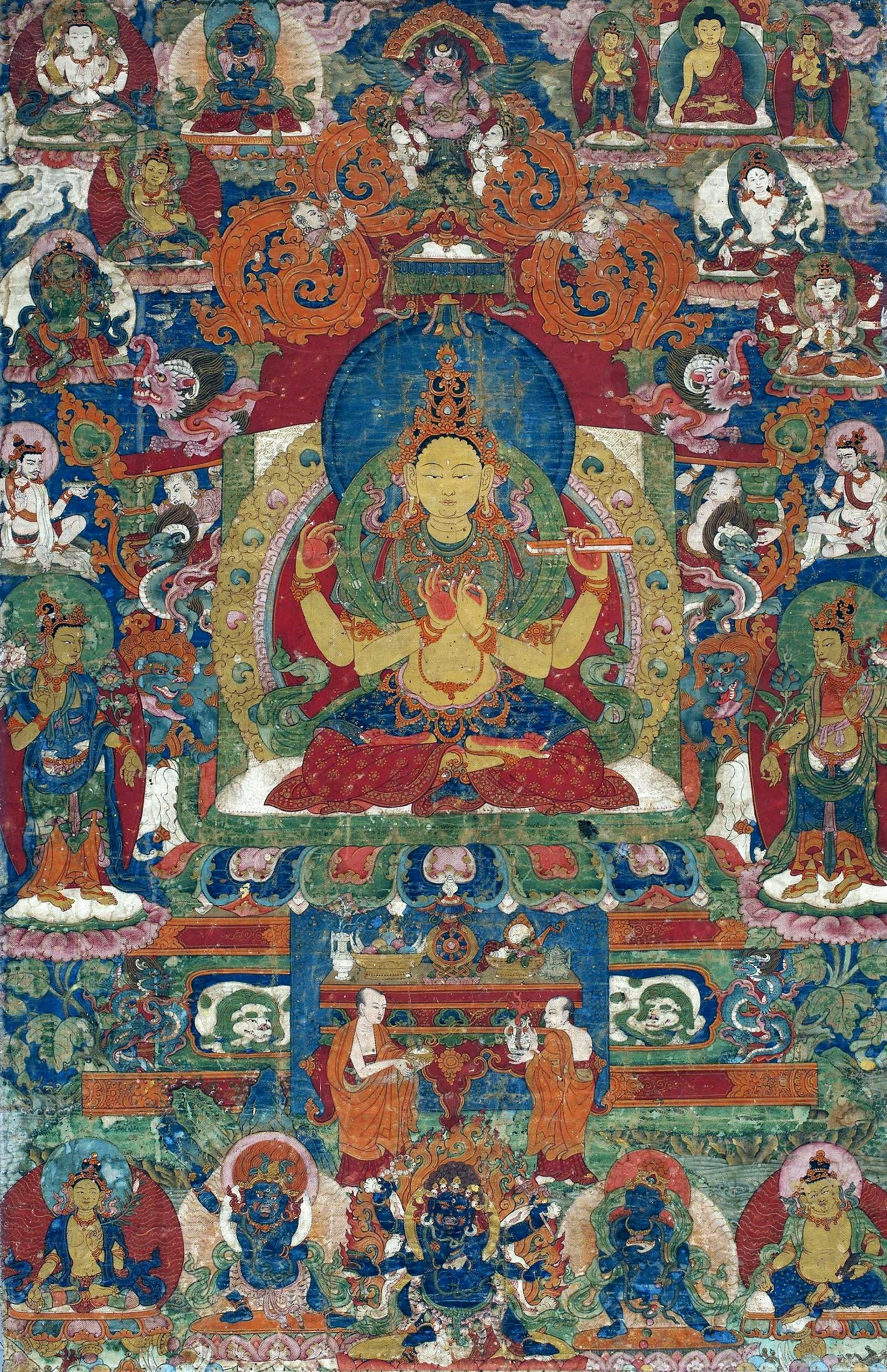
Thangka nepalí con Prajñāpāramitā, la personificación de la sabiduría trascendente, sosteniendo un Mahāyāna Prajñāpāramitā Sūtra

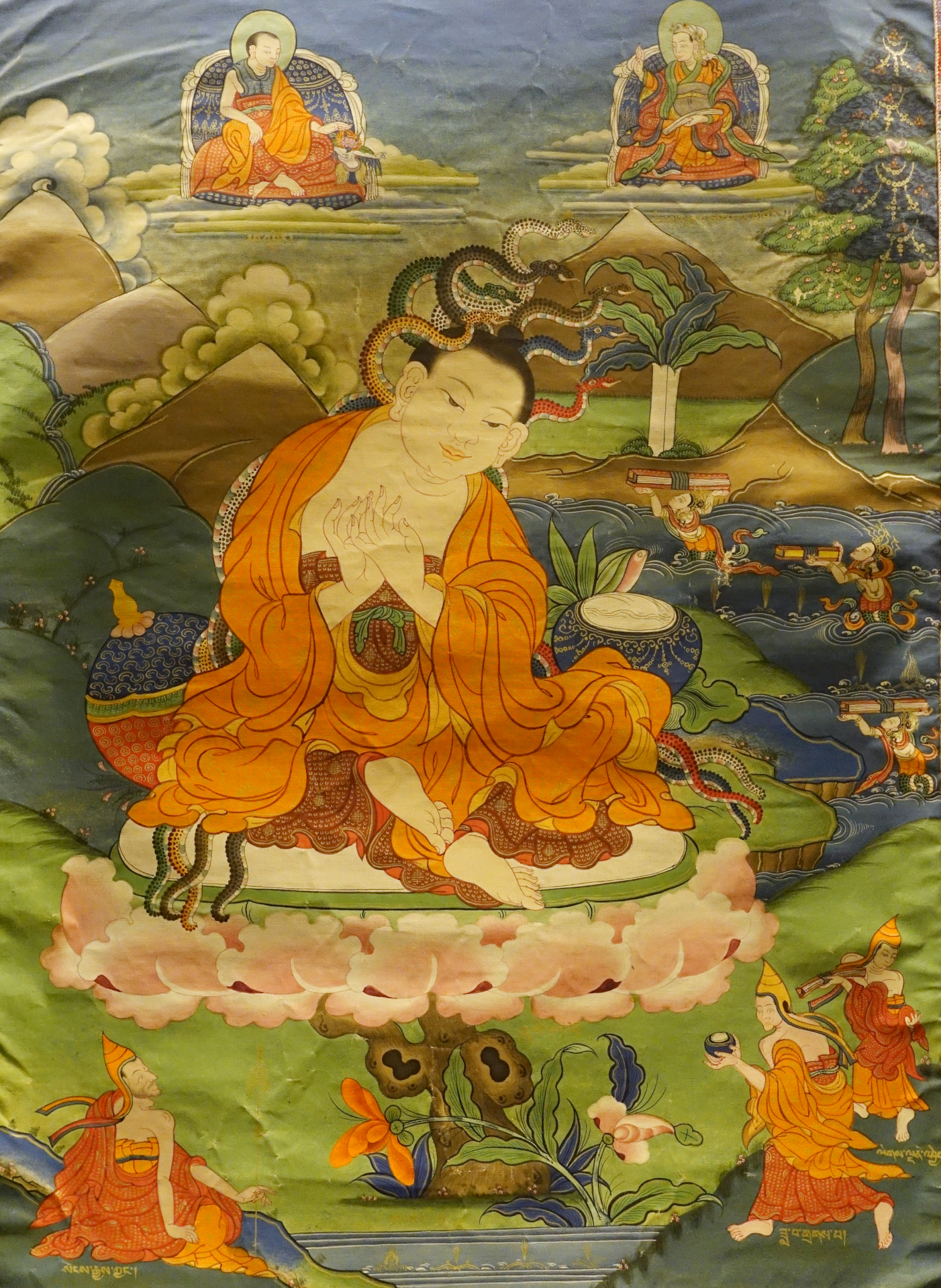
Una representación tibetana de Nagarjuna recibiendo los Sūtras Mahāyāna de los Nāgas (a la derecha).

Los Sūtras Mahāyāna son un género de escrituras budistas que se aceptan como canónicas y como buddhavacana ("palabra de Buda") en el budismo Mahāyāna. Se conservan en gran medida en el canon del budismo chino, el canon del budimo tibetano y en varios manuscritos sánscritos. Varios cientos de sūtras Mahāyāna sobreviven en sánscrito, o en traducciones chinas y tibetanas. Los Sūtras Mahāyāna también son llamados sutras "Vaipulya" (extensos) por fuentes indias. El erudito budista Asaṅga clasificó los sūtras Mahāyāna como parte del "Bodhisattva Piṭaka", una colección de textos para bodhisattvas.
Los estudiosos modernos del budismo suelen sostener que los sūtras del Mahāyāna empezaron a aparecer entre el siglo I a. C. y el siglo I de nuestra era. Se siguieron componiendo, recopilando y editando hasta el declive del budismo en la India. Es posible que algunos de ellos se compusieran también fuera de la India, como en Asia Central y en Asia Oriental.
Los budistas Mahāyāna suelen considerar que varios de los principales sūtras Mahāyāna fueron enseñados por el Buda Gautama, memorizados y recitados por sus discípulos como Ananda. Sin embargo, otros sūtras del Mahāyāna se presentan como enseñados por otras figuras, como los bodhisattvas Mañjuśrī y Avalokiteśvara. Hay varias razones que los budistas indios Mahāyāna dieron para explicar el hecho de que estos sutras sólo aparecieron en un momento posterior. Una de esas razones era que habían estado ocultos en la tierra de los Nāgas (deidades serpientes, dragones) hasta que llegó el momento adecuado para su difusión.
Los sūtras Mahāyāna no fueron aceptados por todos los budistas de la India, y las distintas escuelas budistas indias discreparon sobre su condición de "palabra de Buda". En general, la escuela Theravada moderna no los acepta como palabra de Buda.

## Historia

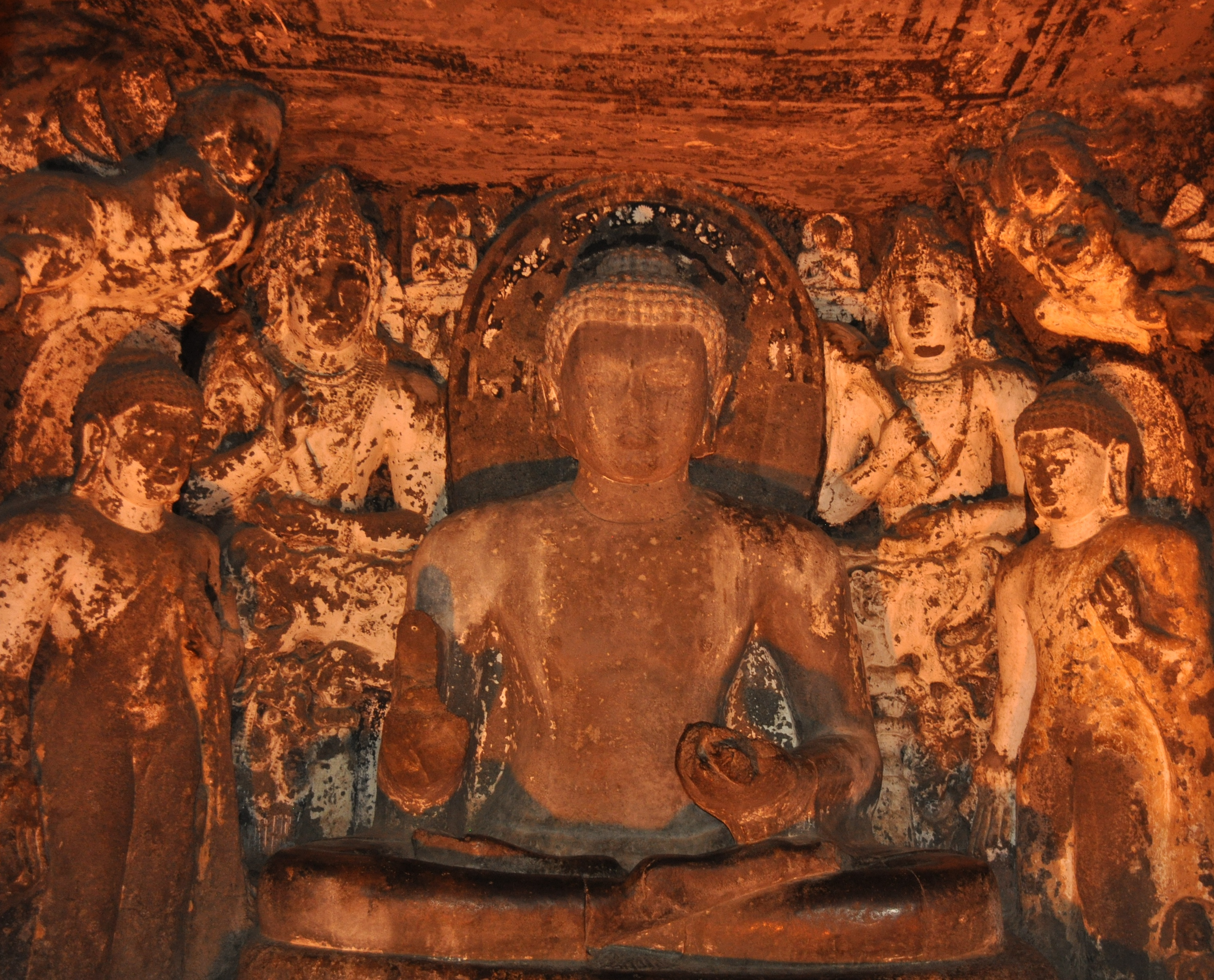
El Buda flanqueado por bodhisattvas. Cueva 4, Cuevas de Ajaṇṭā, Mahārāṣtra, India.

### Orígenes e historia temprana
Los orígenes del Mahāyāna y sus sūtras es una cuestión muy difícil. Los estudiosos modernos han propuesto numerosas teorías sobre los orígenes del Mahāyāna y de los textos Mahāyāna. Según David Drewes, el origen más probable del Mahāyāna es que fuera "principalmente un movimiento textual, centrado en la revelación, la predicación y la difusión de los sūtras Mahāyāna, que se desarrolló dentro de las estructuras sociales e institucionales budistas tradicionales." Las figuras de este movimiento probablemente se veían a sí mismas como bodhisattvas encargados de enseñar y preservar los sūtras.
Estudiosos como Joseph Walser también han señalado cómo los sūtras del Mahāyāna son heterogéneos y parecen haber sido compuestos en diferentes comunidades con ideas diversas. Walser escribe que "el Mahāyāna probablemente nunca fue unitario, sino que difería de una región a otra". Del mismo modo, Hajime Nakamura piensa que las escrituras Mahāyāna fueron compuestas en una variedad de entornos sociales y religiosos en el transcurso de varios siglos.
Tampoco hay prueba de que el Mahāyāna se refiriera alguna vez a una escuela o secta formal, sino que existía dentro de las primeras escuelas budistas como un determinado conjunto de ideales, textos y doctrinas. Los sūtras Mahāyāna eran memorizados y recitados por importantes monjes eruditos llamados "recitadores del Dharma" (dharmabhāṇakas), a los que se consideraba como el sustituto de la presencia del Buda.
El movimiento Mahāyāna se mantuvo bastante reducido hasta el siglo V, habiéndose encontrado muy pocos manuscritos antes de esa fecha (las excepciones son de Bamiyán). Según Joseph Walser, en los siglos V y VI se produjo un gran aumento de su producción. Por esta época, los peregrinos chinos, como Faxian, Yijing y Xuanzang, viajaban a la India, y sus escritos describen monasterios que etiquetan como 'Mahāyāna', así como monasterios en los que convivían monjes Mahāyāna y monjes no Mahāyāna.

### La datación de los sutras
La datación de los sūtras Mahāyāna es bastante difícil; y muchos de ellos sólo pueden fecharse firmemente cuando fueron traducidos a otra lengua. Según Andrew Skilton, los estudiosos occidentales no acepta que estos sutras sean la palabra literal del histórico Buda Śākyamuni y sostiene que comenzaron a aparecer desde el siglo I a. C. A. K. Warder señala que es muy poco probable que los Sūtras Mahāyāna procedan de las enseñanzas del Buda histórico, ya que el lenguaje y el estilo de cada sūtra Mahāyāna es más comparable a los textos indios posteriores que a los textos que podrían haber circulado en la vida putativa de Buda.

Paul Williams escribe que, aunque la tradición Mahāyāna cree que los sūtras Mahāyāna fueron enseñados por Buda, "la crítica de las fuentes y de la historia ha hecho imposible que el estudioso moderno acepte este relato tradicional." Sin embargo, Williams escribe además que
Sin embargo, no siempre es absurdo sugerir que un sūtra o enseñanza Mahāyāna pueda contener elementos de una tradición que se remonta al propio Buda, a la que se restó importancia o simplemente se excluyó de las formulaciones canónicas de las primeras escuelas. Hemos visto que incluso en el Primer Concilio hay pruebas de desacuerdo en cuanto a los detalles de la enseñanza de Buda.

### Cuestiones de autenticidad

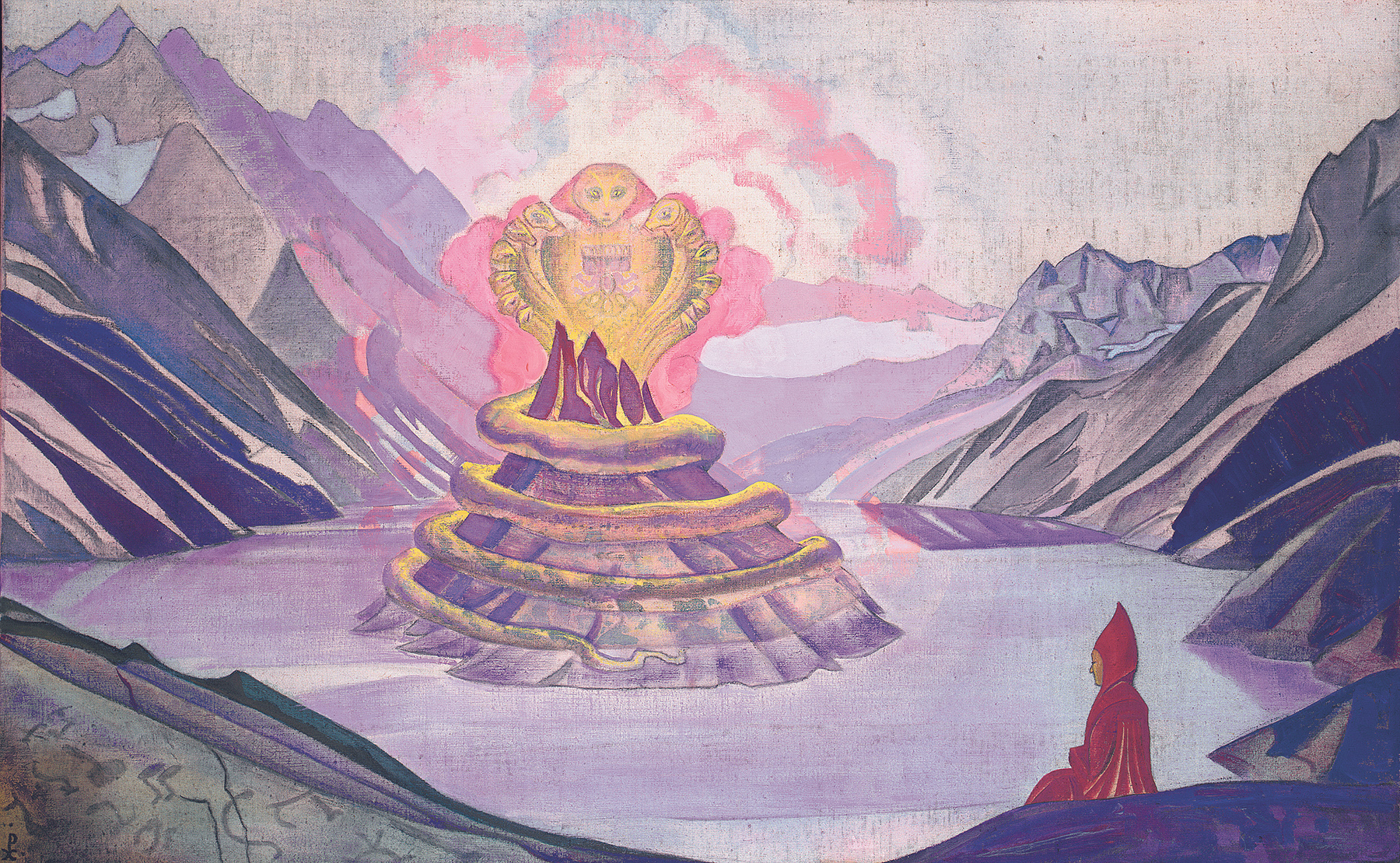
Una pintura de Nicholas Roerich (1925) que representa a Nāgārjuna en el reino de los nagas, donde se decía que estaba escondido los sutras Prajñāpāramitā.

Los sūtras Mahāyāna son generalmente considerados por los Mahāyānistas como más profundos que los textos śrāvaka, así como generadores de más méritos y beneficios espirituales. Así, son vistos como superiores y más virtuosos que los sūtras no Mahāyāna.
Los sūtras Mahāyāna no fueron reconocidos como palabra de Buda (buddhavacana) por varios grupos de budistas indios y hubo un gran debate sobre su autenticidad en todo el mundo budista. Comunidades budistas como la escuela Mahāsāṃghika y la tradición Theravada de Sri Lanka se dividieron en grupos que aceptaban o no aceptaban estos textos. Los comentarios Theravāda de la escuela Mahavihara mencionan estos textos (que llaman Vedalla/Vetulla) como escrituras falsas. La escuela Saṃmitīya también era fuertemente opuesta a los sutras Mahayana, como señaló el historiador tibetano Tāranātha. Xuanzang informa que un Saṃmitīya conocido como Prajñāgupta compuso un tratado que argumentaba contra el Mahāyāna.
La razón que dan los mahāyānistas para la divulgación históricamente tardía de las enseñanzas Mahāyāna es que la mayoría de la gente era inicialmente incapaz de entender los sūtras Mahāyāna en la época de Buda (c. 500-400 a. C.) y aún no habían surgido receptores adecuados para estas enseñanzas. Algunos relatos tradicionales sobre la transmisión de los sūtras Prajñāpāramitā afirman que originalmente estaban almacenados u ocultos en el reino de los nāgas (seres sobrenaturales parecidos a las serpientes). Más tarde, estos sūtras fueron recuperados por Nāgārjuna. Otras fuentes del Mahāyāna afirman que fueron predicados o conservados por bodhisattvas como Mañjuśrī o Budas como Vajradhāra.
Otra explicación Mahāyāna para la aparición posterior de los sūtras Mahāyāna en el registro histórico es la idea de que son las revelaciones de ciertos Budas y bodhisattvas, transmitidas a través de visiones y experiencias meditativas a unos pocos individuos selectos. La práctica de la visualización de Budas (en textos como el Sukhāvatīvyūha) ha sido vista por algunos estudiosos como una posible explicación de la fuente de ciertos sūtras Mahāyāna que fueron vistos como revelaciones por Budas de otros mundos celestiales. Williams también señala que hay otros textos Mahāyāna que hablan de sūtras revelados o confiados a monjes que habitan en el bosque por devas (deidades). Paul Harrison señala que la idea de que los devas pueden predicar la palabra de Buda también está presente en textos no Mahāyāna. Paul Harrison también ha señalado la importancia de las revelaciones oníricas en ciertos textos, como el Arya-svapna-nirdesa, que enumera e interpreta 108 signos oníricos.

#### "Palabra de Buda" como lo que lleva al despertar
Una justificación diferente para la autenticidad de los sūtras Mahāyāna es que están de acuerdo con la verdad, con el Dharma del Buda y por lo tanto conducen al despertar. Esto se basa en la idea de que "Todo lo que está bien dicho [subhasita], todo eso es la palabra del Buda [buddhabhasita]." Como tal, esta idea sostiene que el Mahāyāna es la "palabra de Buda" porque conduce al despertar (bodhi), no porque haya sido pronunciado por un individuo específico con el título de "Buda".

El erudito indio del Mahāyāna Shantideva (siglo VIII) afirma:
A través de cuatro factores es una expresión inspirada [pratibhana] la palabra de los Budas. ¿Qué cuatro? (i)... la expresión inspirada está conectada con la verdad, no con la falsedad; (ii) está conectada con el Dharma, no con lo que no es el Dharma; (iii) provoca la renuncia a las manchas morales [klesa], no su aumento; y (iv) muestra las cualidades loables del nirvana, no las del ciclo de renacimiento [samsara].
Williams escribe que se pueden encontrar ideas similares en el Canon Pali, aunque se interpreta de forma más abierta en el Mahāyāna con el fin de incluir un conjunto más amplio de enseñanzas que se consideraban espiritualmente útiles.
El moderno erudito budista zen japonés D. T. Suzuki argumentó de forma similar que, aunque los sūtras del Mahāyāna pueden no haber sido enseñados directamente por el Buda histórico, el "espíritu y las ideas centrales" del Mahāyāna "son los de su fundador". Así, Suzuki admite (y celebra) cómo el Mahāyāna evolucionó y se adaptó para adecuarse a los tiempos desarrollando nuevas enseñanzas y textos, pero manteniendo al mismo tiempo el "espíritu" central del Buda.

## Sūtras Principales

### Los sutras proto-Mahayana
El Salistamba Sūtra (sūtra del tallo de arroz o del arbolito de arroz) ha sido considerado uno de los primeros sutras del Mahayana. Según N. Ross Reat, este sutra tiene muchos paralelismos con el material de los suttas pali (especialmente el Mahatanha-sahkhaya sutta, M1:256-71), y podría remontarse hasta el año 200 a. C. Es posible que este sutra represente un período de la literatura budista antes de que la doctrina Mahāyāna se hubiera desviado significativamente de las doctrinas de los primeros textos budistas.
El Ajitasena Sūtra ha sido llamado "proto-Mahāyāna" por Paul Williams. Aunque promueve la Budeidad para todos, el texto carece del habitual antagonismo hacia los śravakas y los arhats, como es típico de los textos Mahāyāna posteriores, como el Vimalakīrti-nirdeśa. También carece de cualquier conciencia de sí mismo como parte del "Mahāyāna". Promueve la donación a los monjes como cualquier texto no Mahāyāna, pero también incluye la representación de un príncipe que tiene visiones de muchos campos de Buda (incluyendo Sukhavati y Abhirati) al convertirse en un arhat.

### Prajñāpāramitā

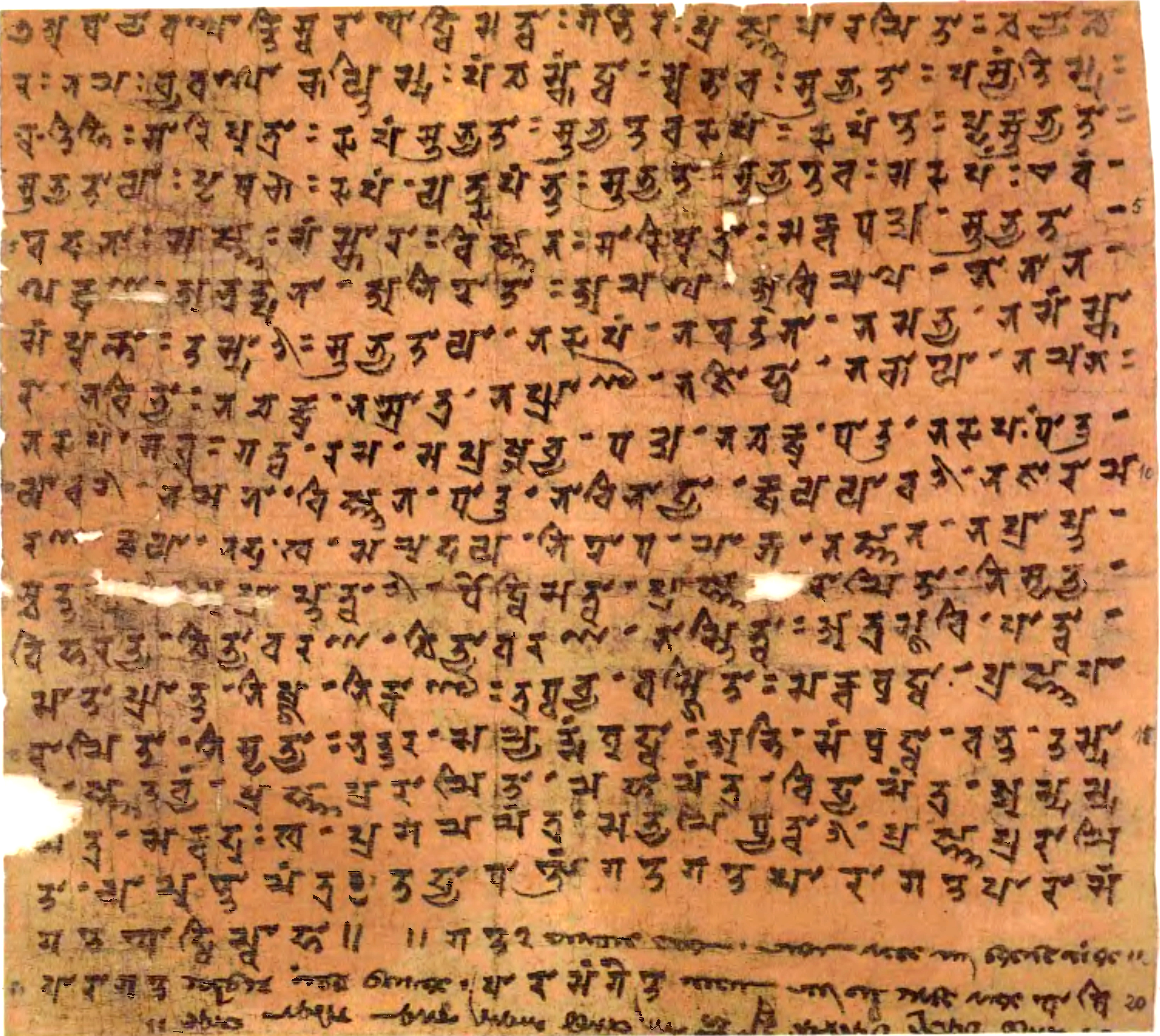
Manuscrito sánscrito del Sūtra del Corazón en escritura Siddhaṃ, Biblioteca Nacional de Francia.

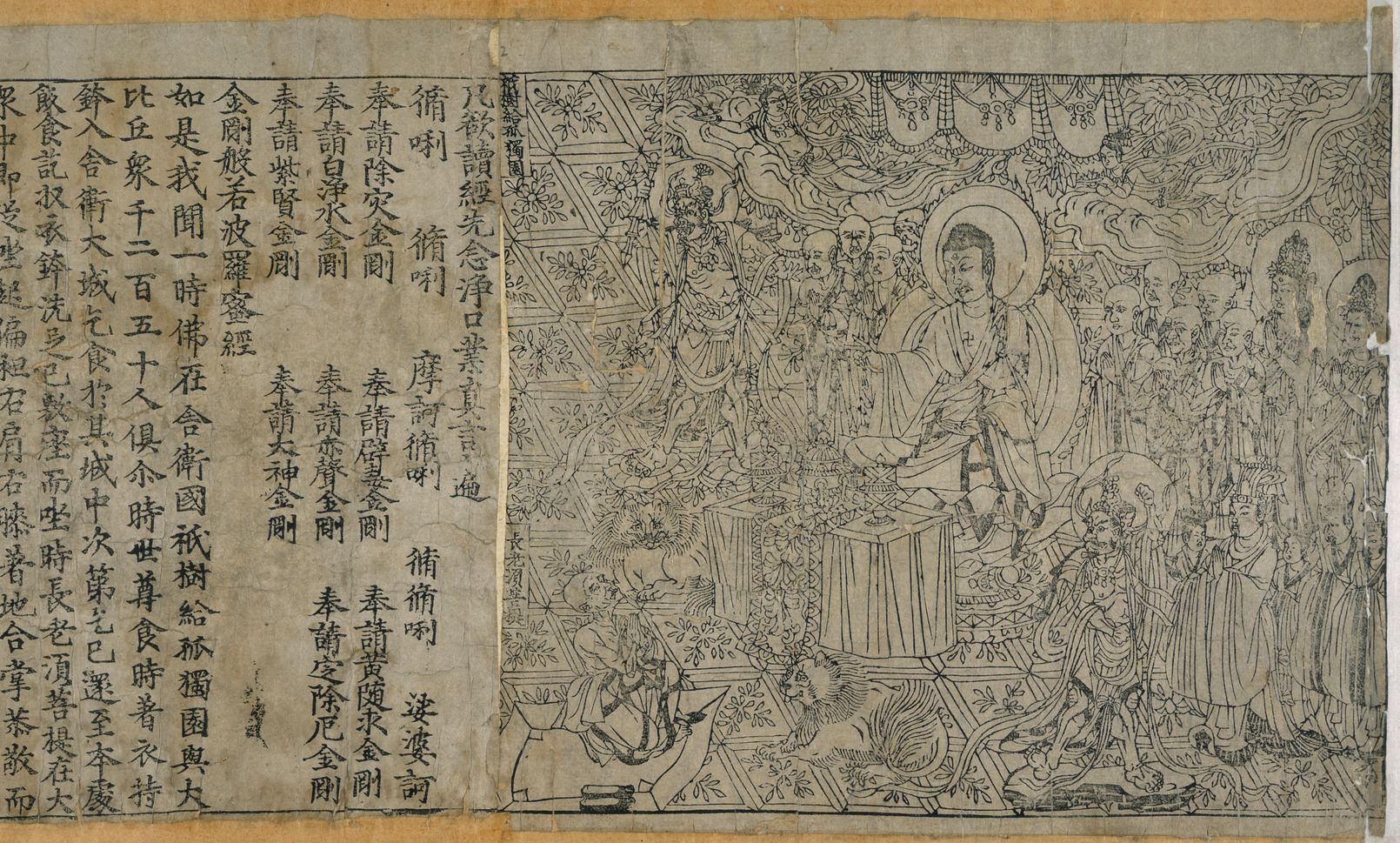
El libro impreso más antiguo del mundo es una traducción china del Vajracchedikā Prajñāpāramitā Sūtra de Dunhuang (alrededor del año 868 de la era cristiana).

Algunos de los sūtras Prajñāpāramitā se consideran algunos de los primeros Sūtras Mahāyāna. Varios estudiosos occidentales sostienen generalmente que el Aṣṭasāhasrikā Prajñāpāramitā Sūtra es uno de los más antiguos de estos textos (c. siglo I a. C.). El Vajracchedikā Prajñāpāramitā Sūtra (Sutra del Diamante) también es considerado por estudiosos como Schopen y numerosos estudiosos japoneses como muy temprano. Los sutras Prajñaparamita no contienen un argumento filosófico elaborado, sino que simplemente tratan de señalar la verdadera naturaleza de la realidad. Las características básicas de este tipo de sabiduría trascendental es que no es conceptual, no abarca y no es dual. Según Karl Brunnholzl, Prajñāpāramitā significa que "todos los fenómenos desde la forma hasta la omnisciencia están completamente desprovistos de cualquier característica o naturaleza intrínseca propia".
Los temas principales de los textos Prajñāpāramitā son el camino del bodhisattva, las seis virtudes trascendentes (pāramitā) y, en particular, la sabiduría trascendente (prajñāpāramitā) la más importante de ellas. El bodhisattva "mahasattva" (gran ser) es un ser que se entrena hacia la plena budeidad en beneficio de todos. La "Perfección de la Sabiduría" significa la capacidad de ver la realidad tal y como es realmente, un conocimiento espiritual profundo y liberador que es la fuente de todas las virtudes. Prajñāpāramitā es "un estado de conciencia que comprende la vacuidad (shuniata), la ausencia de "yo" o naturaleza intrínseca incluso en los dharmas". Dado que todos los fenómenos (incluso el Nirvana) carecen de esencia, núcleo inmutable o independencia, son meras construcciones conceptuales y, como tales, son como ilusiones mágicas (maya).
Muchos sutras son conocidos por la cantidad de líneas, o slokas, que contienen. Edward Conze, quien tradujo casi todos los sutras de la Perfección de la sabiduría al inglés, identificó cuatro períodos de desarrollo en esta literatura:
1. 100 a. C. -100 d. C: Ratnagunasamcayagatha y Astasaharika Prajñaparamita (8,000 líneas)
2. 100 - 300 d. C.: un período de elaboración en el que se producen versiones en 18,000, 25,000 y 100,000 líneas. Posiblemente también el Sutra del Diamante.
3. 300 - 500 d. C.: un período de condensación, produciendo el conocido Sutra del Corazón y la Perfección de la Sabiduría en una letra.
4. 500 - 1000 d. C.: los textos de este período comienzan a mostrar una influencia tántrica

Los textos de La perfección de la sabiduría han influido en todas las escuelas de budismo Mahāyāna.

### El Sūtra del Loto Blanco

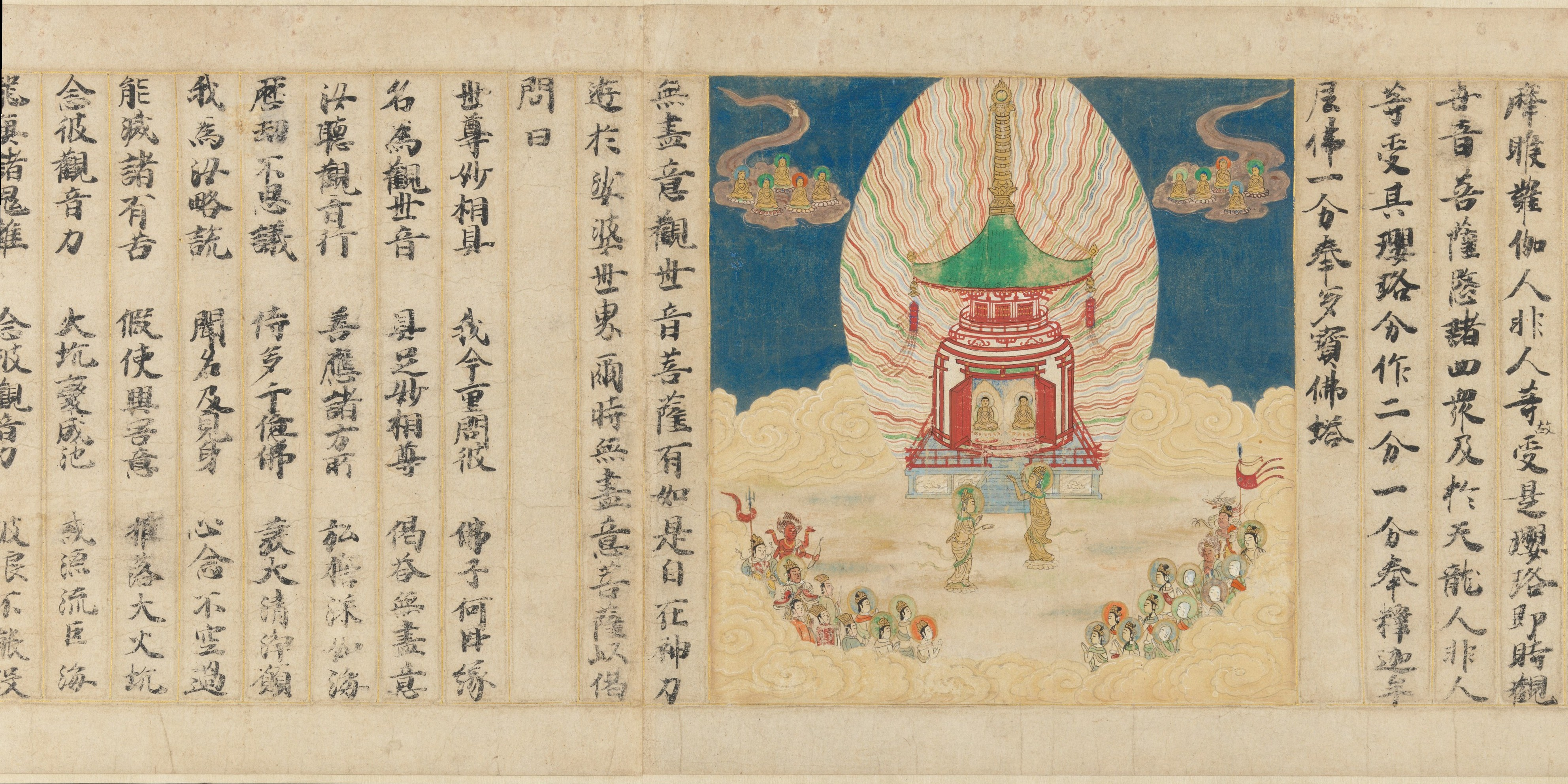
La estupa flotante; Sutra del Loto ilustrado, Japón 1257.

El Saddharma-pundarīka-sūtra (Sūtra del Loto Blanco del Verdadero Dharma) es un sutra muy influyente, especialmente en el budismo de Asia oriental, donde es considerado el sutra supremo por muchos budistas (especialmente en las escuelas Tiantai y Nichiren).
Probablemente escrito entre el 100 a. C. -150 d. C., el Sūtra del Loto afirma que las tres vehículos espirituales (śrāvaka-yāna, pratyekabuda-yāna y bodhisattva-yāna) no son caminos reales que conduzcan a metas diferentes, de hecho sólo hay un camino (ekayāna), con una meta: la budeidad. El sutra predice que todos los que escuchan el Dharma (del Buda) acabarán alcanzando esta meta. Se dice que las enseñanzas anteriores son medios hábiles (upaya) para enseñar a los seres según sus capacidades.
El sutra destaca por la idea de que un Buda no es inaccesible después de su parinirvāṇa (nirvana final), ya que la duración de la vida de un Buda es incalculablemente larga. En lugar de pasar a un estado totalmente trascendente, un Buda permanece para ayudar a todos los seres sintientes de innumerables maneras, como un gran padre espiritual que ha estado presente durante eones y seguirá enseñando durante muchos más eones.
En algunas tradiciones de Asia Oriental, el Sūtra del Loto se ha recopilado junto con otros dos sutras que sirven de prólogo y epílogo, respectivamente el Sutra de los Significados Innumerables y el Sutra de la Meditación del Samantabhadra. Este sutra compuesto suele denominarse Sūtra del Loto Triple o Sutra de la Flor del Dharma en tres partes.

### Sūtras dedicados a figuras particulares

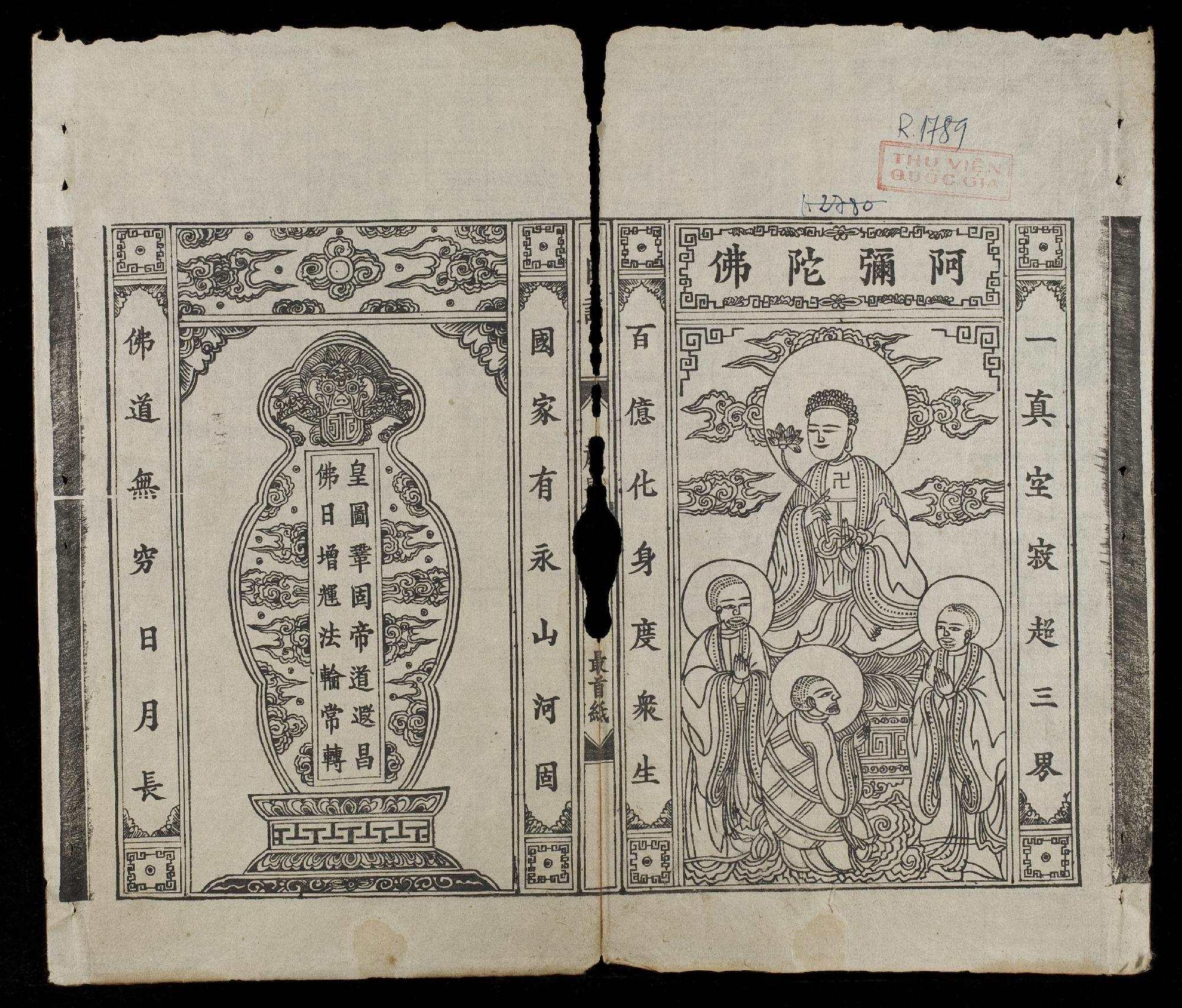
Sukhāvatīvyūha Sūtra Vietnamita

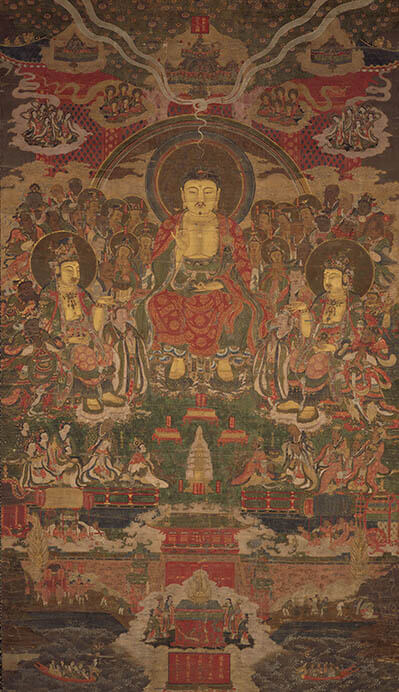
Una ilustración Koryo (918-1392) del Sutra del Descenso de Maitreya, Myomanji, Kioto, Japón.

Un gran número de Sutras se centran en la naturaleza, las enseñanzas y las virtudes de un Buda o bodhisattva particular. Algunos de ellos también incluyen enseñanzas sobre cómo entrar en el "campo búdico" (sct. buddhakṣetra, también conocido como tierra pura) de un Buda.
Estos sutras incluyen:
- Los sūtras de la tierra pura que se centran en el Buda Amitābha y su campo búdico de Sukhavati, principalmente el Sukhāvatīvyūha largo, el Amitāyurdhyāna y el Sukhāvatīvyūha corto. Estos tres textos son muy influyentes en Asia Oriental, particularmente en el Budismo de la Tierra Pura, que se centra en la fe en el poder de Amitābha para transportar a todos los seres a su tierra pura. Los sutras afirman que los seres pueden renacer allí por pura conducta y por prácticas tales como pensar continuamente en Amitabha, alabarlo, contar sus virtudes y cantar su nombre. Además de estos, muchos otros textos también presentan al Buda Amitābha, y se han identificado un total de 290 obras de este tipo en el Taishō Tripiṭaka.[55]
- El Akṣobhya-tathāgata-syavyūha Sūtra, que se centra en el Buda Akṣobhya y su tierra pura de Abhirati, y es uno de los textos más antiguos sobre "tierras puras".[56]
- Sūtras que se centran en el bodhisattva Mañjuśrī y sus enseñanzas, como el Mañjuśrī-buddhakṣetra-guṇavyūha (Conjunto de la tierra búdica de Mañjushri).[57]
- El Kṣitigarbhasūtra, que se centra en el bodhisattva Kṣitigarbha.
- Sūtras que se centran en el bodhisattva Ākāśagarbha.
- Sūtras que se centran en Maitreya, como el Maitreyavyakarana (Profecía de Maitreya) y El sutra que expone el descenso del Buda Maitreya (Taisho# 454).[58]
- El Bhaiṣajya-guru-vaiḍūrya-prabhā-rāja Sūtra, que se centra en Bhaiṣajyaguru, un Buda sanador también conocido como el "Buda de la Medicina".
- El Sūtra de la Meditación de Samantabhadra

Algunos sutras, como el Sutra Bhadra-kalpika, dan una lista de numerosos Budas.

### Sūtras de meditación
Entre los primeros textos del Mahāyāna, los Sūtras de Samādhi son un pequeño grupo de sutras que se centran en profundos estados de conciencia alcanzados en la meditación, lo que quizá sugiere que la meditación desempeñó un papel importante en el desarrollo del Mahāyāna primitivo. Entre ellos se encuentran el Pratyutpanna-sūtra, el Samādhirāja-sūtra y el Śūraṅgama-samādhi-sūtra.
También existe otro género de textos de meditación Mahāyāna llamados Sutras de visualización (chino: 觀經, guan jing).

### Sūtras Yogācāra

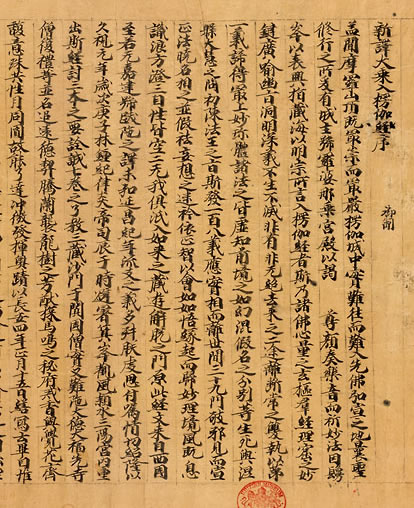
Copia del Laṅkāvatāra Sūtra de Dunhuang en la Biblioteca Británica.

Estos sutras enseñan principalmente la doctrina de vijñapti-mātra ("sólo ideas" o "sólo impresiones"), asociada a la escuela Yogācāra. Esta doctrina afirma que sólo somos conscientes de las imágenes o impresiones mentales que se manifiestan como objetos externos, pero que estas no son realmente externas a la mente. Hay muchas interpretaciones modernas de esta doctrina, algunas idealistas y otras que rechazan las interpretaciones idealistas en favor de la fenomenología o el representacionalismo.
El Ārya-saṃdhi-nirmocana-sūtra (Noble Sūtra de la Explicación de los Secretos Profundos, c. siglo II de nuestra era) es el sutra más antiguo que se conserva de esta clase, y su texto principal. Divide las enseñanzas del Buda en tres tipos, a los que llama las "tres vueltas de la rueda del Dharma". Al primer giro, atribuye los Āgamas de los śravakas, al segundo giro los sutras del Mahāyāna inferior, incluyendo los sutras del Prajñāpāramitā, y finalmente se considera que sutras Yogācāra como él comprenden el tercer giro. Además, los dos primeros giros se consideran provisionales (neyārtha) en este sistema de clasificación, mientras que se dice que el tercer grupo presenta la verdad final sin necesidad de más explicaciones (nītārtha).

### ElVimalakirtinirdeśa

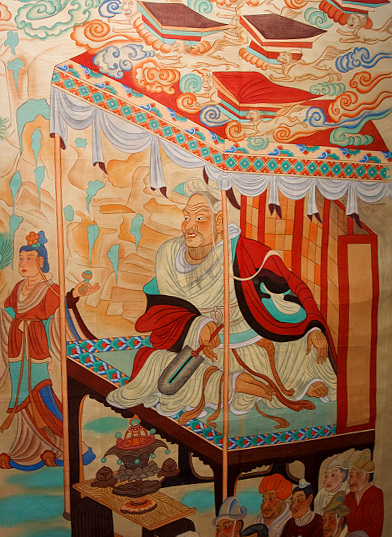
El laico Vimalakīrti debate con Manjusri, Cuevas de Mogao de Dunhuang

En el sutra Vimalakirtinirdeśa (c. siglo I o II de nuestra era), el bodhisattva Vimalakīrti aparece como un laico y se muestra como superior en sabiduría a todos los demás discípulos del Buda. Algunos lo consideran una fuerte afirmación del valor de la práctica laica. El sutra enseña, entre otros temas, el significado del no dualismo, la doctrina del verdadero cuerpo de Buda, la afirmación característicamente Mahāyāna de que las apariencias del mundo son meras ilusiones, y la superioridad del Mahāyāna sobre otros caminos. Pone en boca del practicante laico Vimalakīrti una enseñanza dirigida tanto a los arhats como a los bodhisattvas, relativa a la doctrina de śūnyatā. En la mayoría de las versiones, el discurso del texto culmina con una enseñanza de silencio sin palabras (que se considera la enseñanza suprema). Este sutra ha sido muy popular en China y Japón.

### Sūtras de Tathāgatagarbha y Naturaleza de Buda
Esta clase de textos enseñan la importante doctrina Mahāyāna de tathāgatagarbha (que puede traducirse como: el embrión de Tathāgata, vientre de Tathāgata, el Tathāgata interior, la esencia Tathāgata, y es también conocido como 'sugatagarbha') y la naturaleza de Buda (sct. buda-dhatu). Según Paul Williams, esta doctrina afirma que todos los seres "tienen un Tathāgata [es decir, un Buda] dentro de ellos, en semilla o embrión, que los seres sintientes son los úteros o matrices del Tathāgata, o que tienen un Tathāgata como su esencia, núcleo o naturaleza interna esencial."
Posiblemente el más antiguo de estos sutras sea el Tathāgatagarbha Sūtra. Otros textos de este género son el Śrīmālā Sūtra, el Aṅgulimālīya Sūtra, el Anunatva-Apurnatva-Nirdesa, el Mahābherī Sūtra y el Mahāyāna Mahāparinirvāṇa Sūtra.

### ElSutra del Descenso a Lanka
El Sutra Lankavatara (Sutra del Descenso a Lanka), compuesto en algún momento alrededor del siglo IV, a veces se incluye en el grupo Yogacara porque enseña doctrinas básicas del yogacara como las tres naturalezas. Sin embargo, D.T. Suzuki ve el Lankavatara como claramente anterior y distinguido de Yogacara. También, el tema centro de Lankavatara es la identidad del concepto yogacara de la conciencia almacén (alayavijñana) con el tathagatagarbha. Un mensaje central del Lankavatara es que el tathagatagarbha es lo que hace posible la vuelta hacia adentro o el giro (paravrtti) de la conciencia para realizar la transformación psicológica del Buda, mientras que el sistema tathagatagarbha era desconocido o ignorado por los progenitores del sistema yogacara. El Lankavatara Sutra fue influyente en las escuelas Chan o Zen

### ElBuddhāvataṃsaka

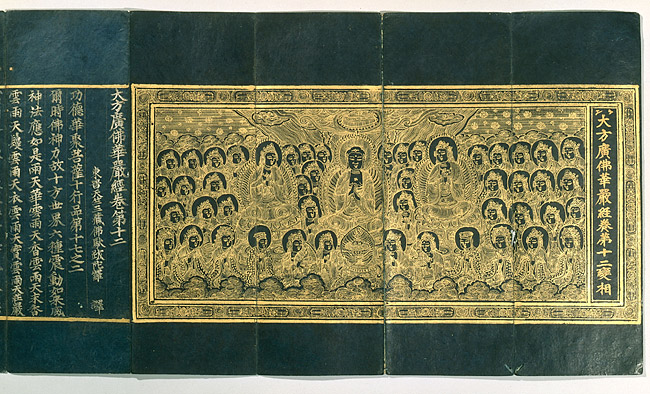
Manuscrito Goryeo del Buddhāvataṃsaka,.

También hay "sutras" que en realidad son colecciones de otros sutras que circulan como un solo "sutra". Una colección de sutras bastante influyente es el Buddhāvataṃsaka Sūtra (El sutra de la guirnalda de Budas), un texto largo compuesto que consta de varios sutras, algunos de los cuales circularon por separado como sutras independientes. Entre ellos se encuentran el Daśabhūmika Sūtra y el Gaṇḍavyūha Sūtra. El Buddhāvataṃsaka probablemente alcanzó su forma actual alrededor del siglo IV de nuestra era y esta compilación puede haber ocurrido en Asia Central.
El sutra Buddhāvataṃsaka incluye tanto la enseñanza de la mente yogacara como la doctrina de la vacuidad. El Buddhāvataṃsaka también representa varias escenas visionarias místicas, con innumerables sistemas mundiales e innumerables budas y bodhisattvas que viajan libremente por este multiverso ayudando a todos los seres por compasión. Uno de los Budas más importantes de este texto es Mahāvairocana ("Gran Iluminador"), que llena todo el cosmos con su luz, su conciencia omnisciente y sus emanaciones mágicas (una de las cuales es el mismo Buda Shakyamuni). En China, el Buddhāvataṃsaka se convirtió en el texto central de la escuela budista Huayen (Jp. Kegon), que posteriormente pasó a influir en el budismo Chan chino y en el budismo de la Tierra Pura.

### Mahāratnakūṭa SūtrayMahāsamnipāta Sūtra
Otros dos importantes "sutras" Mahāyāna que también son colecciones de sutras independientes son el Mahāratnakūṭa Sūtra (El montón de joyas) que contiene 49 sūtras individuales, y el Mahāsamnipāta Sūtra (Sutra de la Gran Asamblea) que es una colección de 17 sūtras. Entre los sutras importantes del Mahāratnakūṭa se encuentran el Bodhisattvapiṭaka, el Śrīmālādevī Siṃhanāda Sūtra, el Sukhāvatī-vyūha Sutra Largo, el Akṣobhya-vyūha, el Ugraparipṛcchā Sūtra y el Saptaśatikā (700 líneas) Prajñāpāramitā Sūtra.
Los sutras importantes de la colección Mahāsamnipāta incluyen el Akṣayamati-nirdeśa, el Tathāgataguhya Sūtra (Los secretos del Tathāgata) y el Gaganagañja-paripṛcchā.

### Sūtras sobre la disciplina ética
Estos sutras se centran en los principios que guían el comportamiento ético (Śīla) de los bodhisattvas y los preceptos del bodhisattva, e incluyen el Kāshyapa-parivarta, el Bodhisattva-prātimokṣa Sutra, el Upāliparipṛcchā (también conocido en chino como El Vinaya Sutra decisivo) y el Brahmajāla Sutra (o Brahmajāla Bodhisattva Śīla Sūtra). Para los monásticos zen de Asia Oriental, el Sutra de las Enseñanzas Legadas es un texto ampliamente cantado y estudiado sobre la disciplina ética.

### Sūtras sobre la confesión

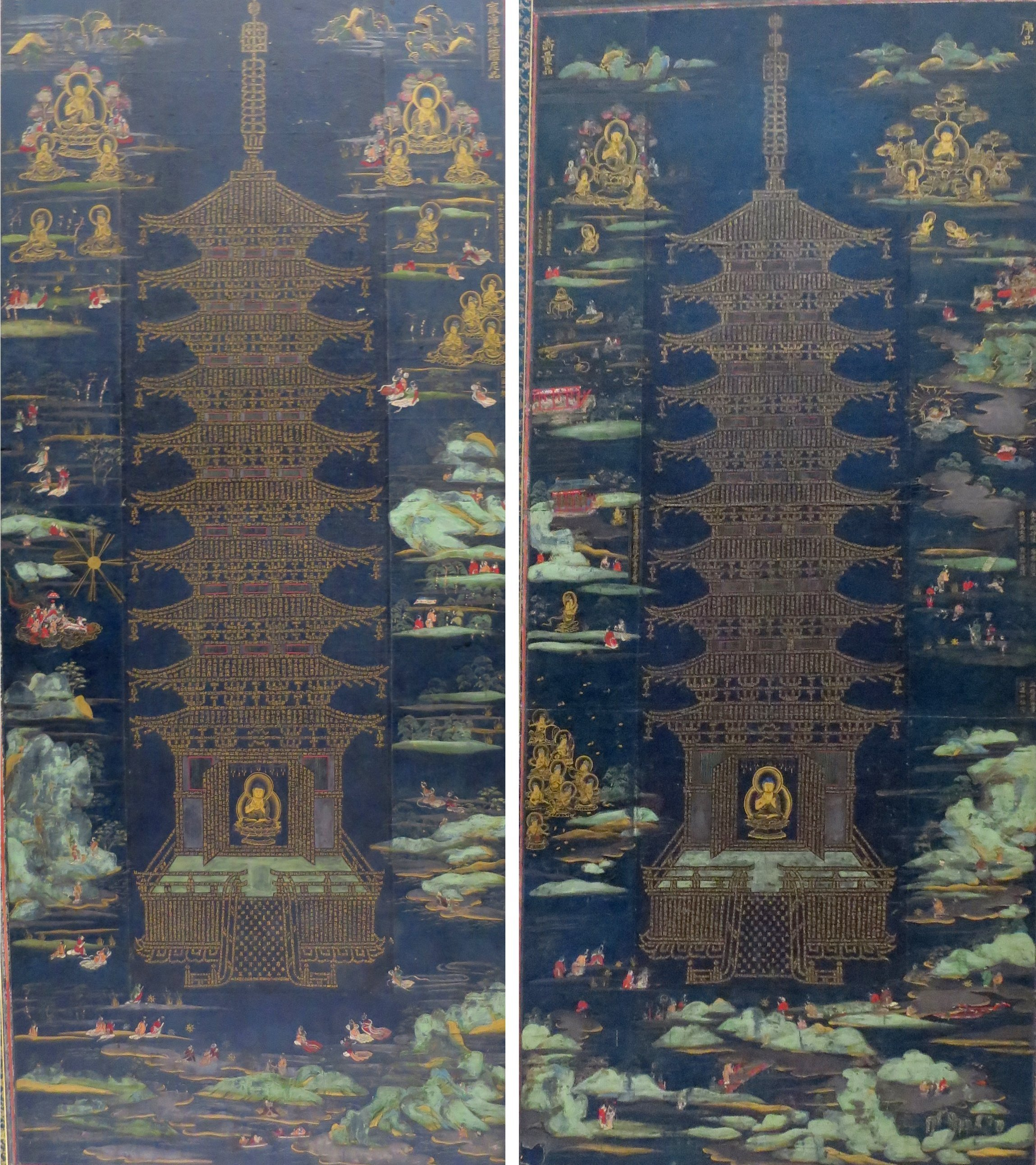
Mandala de pagoda enjoyada de una copia del Sutra de la Luz Dorada. Japón, periodo Heian, siglo XII

El Sutra de los Tres Montones (sánscrito: Triskandhadharmasutra) y el Sutra de la Luz Dorada (Suvarṇaprabhāsa-sūtra) se centran en la práctica de la confesión de las faltas. El Sutra de la Luz Dorada llegó a ser especialmente influyente en el budismo de Asia Oriental, sobre todo por su enseñanza sobre cómo los cuatro reyes celestiales protegen al gobernante que gobierna su país de la manera adecuada y defiende el sutra.
Mientras tanto, el Sutra de los Tres Montones sigue siendo un importante sutra centrado en la confesión en el budismo tibetano.

### Sūtras esotéricos y dhāraṇīs

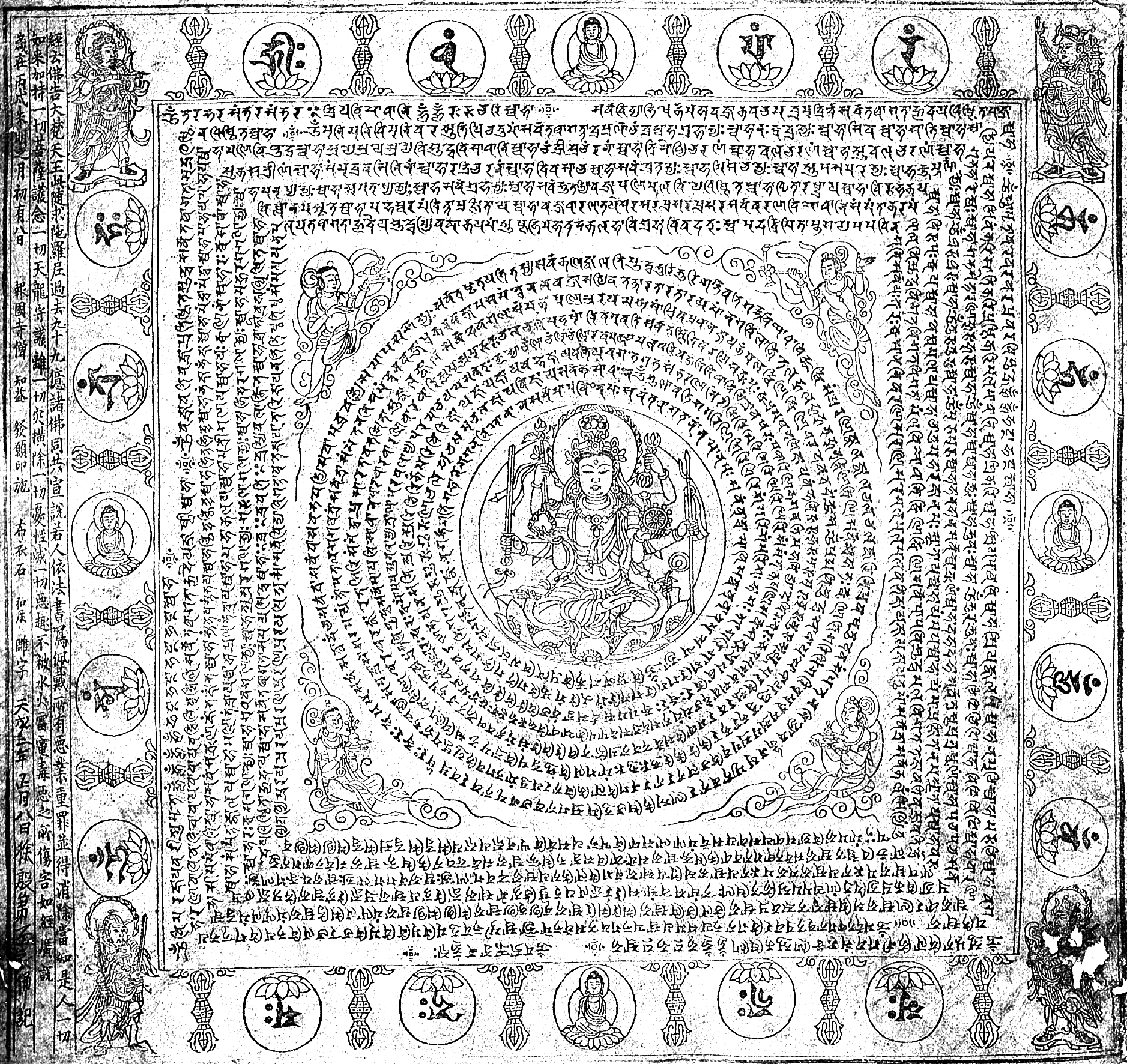
Una ilustración china del Mahāpratisarādhāraṇī apotropaico, en escritura sánscrita y Siddhaṃ, Tang posterior, 927 EC.

Los sūtras esotéricos comprenden una importante categoría de obras relacionadas con las prácticas mágicas y esotéricas del budismo esotérico o budismo mántrico. Muchos de ellos suelen estar dedicados a un mantra o dhāraṇī (encantamiento) particular, o simplemente contienen pasajes que enseñan estos hechizos o cantos mágicos. Uno de ellos, el Sutra Atanatiya, también está incluido en la división mikkyo (esotérica) de la edición recopilada moderna estándar de la literatura budista sino-japonesa.
Los sūtras o dhāraṇīs esotéricos más conocidos son:
- Uṣṇīṣa Vijaya Dhāraṇī Sūtra
- Nīlakaṇṭha Dhāraṇī
- Cundī Dhāraṇī Sūtra
- Sūtra del corazón de Avalokitesvara de once caras
- Mahāpratisarā-mahāvidyārājñī
- El Śūraṅgama Sūtra, que enseña el "Sitātapatra Uṣṇīṣa Dhāraṇī". (Ch. 大白傘蓋陀羅尼) y está incluido en la categoría de Sutra Esotérico del Taisho Tripitaka.[86]
- El Kāraṇḍavyūha Sūtra, conocido por enseñar el famoso mantra de Avalokiteśvara, "Om mani padme hum".[87]
- Tierra Pura Renacimiento Dhāraṇī

Algunos textos Prajñaparamita también incluyen elementos tántricos y esotéricos, como los mantras. Al menos algunas ediciones del canon tibetano incluyen el Sutra del Corazón en la división de tantra.

### Sūtras apócrifos
Hay varios sutras que se consideraban traducciones de fuentes indias, pero que los estudiosos modernos han demostrado que probablemente fueron compuestos en Asia oriental o en Asia central. Algunos de estos sutras "apócrifos", como se les conoce a veces, son:
- Sutra de la Copa de Sangre
- El Vajrasamadhi Sūtra (金剛三昧經, coreano: Kŭmgang sammaegyŏng), tradicionalmente considerado como un texto indio, los estudiosos han descubierto recientemente que se produjo en Corea en torno al año 685 de la era cristiana..[89]
- Sutra de los innumerables significados (無量義經; pinyin: Wúliáng yì jīng) que suele imprimirse junto con el Sutra del loto.
- Sutra de la iluminación perfecta (圓覺經; pinyin: Yuánjué jīng).[90]

## Colecciones de Sūtras Mahāyāna
Algunas escuelas budistas de la India tenían colecciones de sutras Mahayana que formaban parte de su canon escritural, a veces en su propia colección textual denominada Bodhisattva Piṭaka. Jan Nattier señala que el Ugraparipṛcchā Sūtra menciona un Bodhisattva Piṭaka (como parte de un canon de cuatro partes que también incluye el Sutra Piṭaka, el Vinaya Piṭaka y el Abhidharma Piṭaka). Según Nattier, las escuelas que mantuvieron un Bodhisattva Piṭaka incluyen la escuela Dharmaguptaka y quizás la Bahuśrutīya (o quienquiera que fuera el autor del Tattvasiddhi-Śāstra). El Abhidharmasamuccaya de Asaṅga (c. siglo IV) clasifica los sūtras Mahāyāna como pertenecientes al Bodhisattva Piṭaka, que se designa como la colección de enseñanzas para los bodhisattvas.
Los sutras Mahāyāna sobreviven predominantemente en idioma "chino budista" (fójiào hànyǔ 佛教漢語, una variedad de chino antiguo escrito) y en traducciones tibetanas clásicas. Los textos fuente estaban probablemente en el idioma llamado "sánscrito híbrido budista" o en diversas lenguas prácritas como el gandhari. Las principales colecciones se encuentran en el Kangyur tibetano y el Tripiṭaka chino. También hay numerosos manuscritos sánscritos de textos individuales procedentes de diversos hallazgos como Dunhuang, y colecciones sánscritas de Nepal.

### Los primeros sutras traducido al chino
Algunos de los primeros Mahāyāna Sūtras fueron traducidos por el monje kushan Lokakṣema, que llegó a China desde el reino de Gandhāra. Sus primeras traducciones al chino se realizaron en Luoyang, capital de los Han orientales, entre los años 178 y 189 de la era cristiana. Los editores del Taishō Tripiṭaka (Taishō Shinshū Daizōkyō, una importante edición erudita del canon budista chino compilada por estudiosos japoneses en el siglo XX) atribuyen doce textos a Lokakṣema. Estas atribuciones han sido estudiadas en detalle por Erik Zürcher, Paul Harrison y Jan Nattier, y algunas han sido puestas en duda. Zürcher considera razonablemente seguro que Lokakṣema tradujo los siguientes:
- Taishō n.º 224. Aṣṭasāhasrikā Prajñāpāramitā Sūtra (La perfección de la sabiduría en ocho mil líneas; 道行般若經)
- Taishō n.º 280. La Escritura sobre el Cielo de Tusita (佛說兜沙經.), parte del Sutra proto-Avatamsaka
- Taishō n.º 313. Akṣobhya-vyūha (阿閦佛國經)
- Taishō n.º 350. Kaśyapa-parivarta (El capítulo Kāśyapa; 說遺日摩尼寶經)
- Taishō n.º 418. Pratyutpanna Samādhi Sūtra (El Samadhi del presente, 般舟三昧經)
- Taishō n.º 458. La investigación de Mañjuśrī sobre la carrera del Bodhisattva (文殊師利問菩薩署經)
- Taishō n.º 626. Ajātaśatru Kaukṛtya Vinodana Sūtra (阿闍世王經)
- Taishō n.º 807. Las cien joyas del Tesoro Interior (佛說內藏百寶經)

Harrison duda de T626, y considera que T418 es producto de una revisión y no data de la época de Lokakṣema. Por el contrario, Harrison considera que T624 Druma-kinnara-rāja-paripṛcchā-sūtra (伅真陀羅所問如來三昧經) debe considerarse auténtico.

### Traducciones de Kumārajīva
Otro conjunto de sutras mahayana, que da una indicación de qué fuentes mahayana estaban extendidas en Asia Central, son los traducidos por el traductor indo-kuchano Kumārajīva (344-413 d. C.) y su equipo (probablemente a partir de fuentes kuchanas) en la capital de China, Chang'an. Los principales sutras que tradujeron son:
- Vajracchedikā Prajñāpāramitā Sūtra (Sutra del diamante)
- Sukhāvatī-vyūha corto (Taishō n.º 366)
- Saddharma Puṇḍarīka Sūtra (Sutra del Loto Blanco, T 263—62)
- Vimalakirti Nirdesa Sutra (T 475)
- Aṣṭasāhasrikā Prajñāpāramitā Sūtra (T 227, 408 CE)
- Pañcaviṃśatisāhasrikā Prajñāpāramitā Sūtra (T 223, 403-404 CE)
- Śūraṅgama Samādhi Sūtra (Samadhi de la Marcha Heroica, T 642)
- Daśabhūmikā Sūtra (T 286) en colaboración con Buddhayaśas.
- Acintyaprabhāsa-nirdeśa-sūtra (T 484)
- Viśeṣacintā-brahma-paripṛcchā (T 585—86)
- Bhadrakalpa Sutra (T 425)
- Vasudhara-sūtra (T 481—82)
- Pūrṇa-paripṛcchā ( T 310, 17)
- Ratnajāli-paripṛcchā (T 433)
- Vidhi-hṛdaya-vyūha (T 307)
- Sarva-puṇya-samuccaya-samādhi-sūtra (T 381—82)

### ElSūtrasamuccaya
El Sūtrasamuccaya es un compendio de citas de sūtras mahayana que sobrevive en traducción tibetana y china. A veces se atribuye a Nagarjuna, pero es probable que sea de un periodo posterior (posiblemente del siglo IV de nuestra era o posterior). Esta antología nos da una idea de algunos de los importantes sūtras mahāyāna que se estudiaban y citaban en el budismo mahāyāna indio de esta época. El Sūtrasamuccaya cita algunos textos budistas tempranos, pero se centra principalmente en los sūtras mahāyāna.
Los siguientes Sūtras Mahāyāna se citan en el Sūtrasamuccaya:
|  | - Saddharmapundarika-sutra (Sutra del loto) - Nirnaya-raja-sutra - Bodhisattva-pitaka - Bhagavajjnana-vaipulya-sutra - Candra-garbha-parivarta - Gandavyuha-sutra - Bhadrakalpika-sutra - Tathagata-guhya-sutra - Vimatisamudghata-sutra - Sraddha-bala-dhana-sutra - Sagara-naga-raja-pariprccha - Tathagataguna-jñanacintyavis-ayavatara-nirdesa-sutra - Astasahasrika Prajñaparamita - Astadasasahasrika Prajñaparamita - Pancavimsatisahasrika Prajñaparamita - Simhasutejo'vadana - Prasenajit-pariprccha - Prasanta-viniscaya-pratiharya-sutra - Ajatasatru-parivarta - Ratnarasi-sutra - Kasyapaparivarta - Pitaputrasamagamana-sutra | - Dharmasamgiti-sutra - Aksayamati-nirdesa-sutra - Upayakausalya-sutra - Viradattagrhapati-pariprcchda - Ratnamegha-sutra - Dharani-svararaja-pariprccha - Maitreya-simhanada-sutra - Mañjusri-vikridita-sutra - Candrapradipa (=Samadhiraja, Candraprabhaparivarta) sutra - Niyataniyatavataramudrasutra - Mañjusri-vikurvana-parivarta - Sagaramati-pariprccha-sutra - Ugra-pariprccha-sutra - Pravrajyantaraya-sutra - Udayanavatsaraja-pariprccha - Saddharma-smrtyupasthana-sutra - Vimalakirti-nirdesa - Satyaka-parivarta - Vicikitsasudhvamsa-sutra (posiblemente idéntico al Vimatisamudghata-sutra) - Suryagarbha-parivarta - Akasagarbha-parivarta | - Ksitigarbha-sutra - Adhyasayasamcodana-sutra - Brahma-pariprccha - Puspakuta-sutra - Mahakaruna-(pundarika)-sutra - Tathagata-bimba-parivarta - Anupurva-samudgata-sutra - Tathagatotpattisambhava-sutra - Lokottara-parivarta - Lankavatara-sutra - Mahasamnipata-parivarta - Avaivartacakra-sutra - Srimalasimhanada-sutra - Bhadramayakara-sutra - Buddhavatamsaka-sutra - Brahma-visesacinti-pariprccha - Saptasatika Prajñaparamita - Ratnasamnicaya-nirdesa-sutra - Trisatika Prajñaparamita - Ratnadattamanava-sutra - Tathagata-kosa-sutra - Maradamana-parivarta - Dasabhumika-sutra |

### Madhyamaka
Según David Seyfort Ruegg, las principales fuentes de sutra de la tradición madhyamaka son los sutras Prajñāpāramitā, Ratnakūṭa y Avataṃsaka. Otros sutras que fueron ampliamente citados por los filósofos madhamika indios son: Vimalakīrtinirdeṣa, el Śuraṃgamasamādhi, el Saddharmapuṇḍarīka, el Daśabhūmika, el Akṣayamatinirdeśa, el Tathāgataguhyaka y el Kāśyapaparivarta.

Ruegg también señala que Candrakīrti (c. 600 - c. 650) cita también los sutras Prajñāpāramitā y también cita: 
el Akṣayamatinirdeśa, Anavataptahradāpasaṃkramaṇa, Upāliparipṛcchā, Kāśyapaparivarta, Gaganagañja, Tathāgataguhya, Daśabhūmika, Dṛḍhādhyāśaya, Dhāraṇīśvararāja, Pitāputrasamāgama, Mañjuśrīparipṛcchā, Ratnakūṭa, Ratnacūḍaparipṛcchā, Ratnamegha, Ratnākara, Laṅkāvatāra, Lalitavistara, Vimalakirtinirdesa, Śālistamba, Satyadvayāvatāra, Saddharmapuṇḍarīka, Samādhirāja (Candrapradīpa), y el Hastikakṣya.

El Compendio de Entrenamiento (Śikṣāsamuccaya) del erudito madhyamaka del siglo VIII Śāntideva, cita un total de noventa y siete sūtras Mahāyāna, algunos de los cuales se han perdido. Según Donald López:
Śāntideva cita tres pasajes del Sūtra del Loto, en comparación, por ejemplo, con dos del Aṣṭasāhasrikāprajñāpāramitā y dos del Laṅkāvatārasūtra. Entre los sūtras más citados están el Akṣayamatinirdeśa (dieciocho citas), el Ugraparipṛcchā (veinte citas), el Dharmasaṃgīti (dieciocho citas) y el Ratnamegha (veinticuatro citas).

### En el canon chino

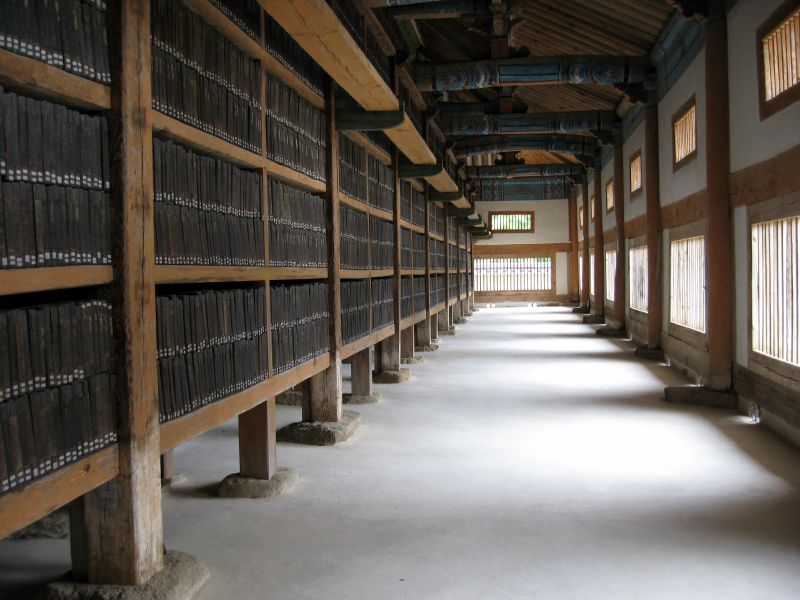
El Tripiṭaka Koreana, una edición temprana del canon budista chino.

Aunque existen varias ediciones del canon budista chino (Ch: 大藏經; pinyin: Dàzàngjīng), una de las ediciones modernas más difundidas es la japonesa Taisho Tripitaka, redactada durante la década de 1920. Consta de ochenta y cinco volúmenes. Los Mahāyāna Sūtras están contenidos en varias secciones del canon:
- Sección Prajñapāramitā
- Sección Saddharma Puṇḍarīka
- Sección Avataṃsaka
- Sección Ratnakūṭa
- Sección Mahāparinirvāṇa
- Sección Mahāsannipāta
- Sección de la Colección de Sutra

### En el canon tibetano
En el canon budista tibetano, las traducciones de los sūtra Mahāyāna se encuentran en el Kangyur (Wylie: bka'-'gyur). Tradicionalmente, se dividen en cuatro divisiones:
- Prajñāpāramitā (Tib. sher phyin), 23 Sūtras.
- Buddhāvataṃsaka (phal chen), un solo texto largo que en realidad es una obra compuesta.
- Ratnakūta (dkon brtsegs), 49 Sūtras.
- Colección general de sūtra (mdo sde), 266 sūtras, variados en longitud, tema, interlocutores y orígenes. La mayoría son obras Mahāyāna, pero unos pocos son textos no Mahāyāna.

### Budismo Newar
El budismo newar conserva nueve sutras Mahayana en sánscrito que se consideran los textos clave de la tradición. Son los siguientes:
1. Aṣṭasāhasrikā Prajñāpāramitā Sūtra
2. Saddharma Puṇḍarīka Sūtra
3. Suvarṇaprabhāsa Sūtra
4. Samādhirāja Sūtra
5. Gandavyūha Sūtra
6. Laṅkāvatāra Sūtra
7. Daśabhūmika Sūtra
8. Lalitavistara Sūtra
9. Tathāgata-Guhyaka